# Bittermelone
Die Bittermelone (Momordica charantia), auch Bittergurke, Goya-Gurke, Balsambirne, Balsamapfel, Bittere Springgurke, französisch Margose, ist eine Pflanzenart aus der Gattung Bittermelonen (Momordica) innerhalb der Familie der Kürbisgewächse (Cucurbitaceae). Die tropischen Gemüsefrüchte der Bittermelone sind ein seit Jahrhunderten in vielen Ländern und besonders im asiatischen Raum beliebtes Lebens- und Heilmittel. Die Anbaugebiete sind Afrika, Süd-, Ost- und Südostasien, Südamerika, Europa und die Karibik.

## Trivialnamen in anderen Sprachen
Die Bittermelone ist neben vielen anderen Namen in Japan als Gōyā (in Okinawa im Gericht Gōyā Champurū), in Indien auf Hindi als Karela (करेला), auf Malayalam als Pavaykka (പാവൽ), auf Tamil als Pavakai (பாவக்காய்) sowie in Honduras als Kalaika bekannt.

## Beschreibung

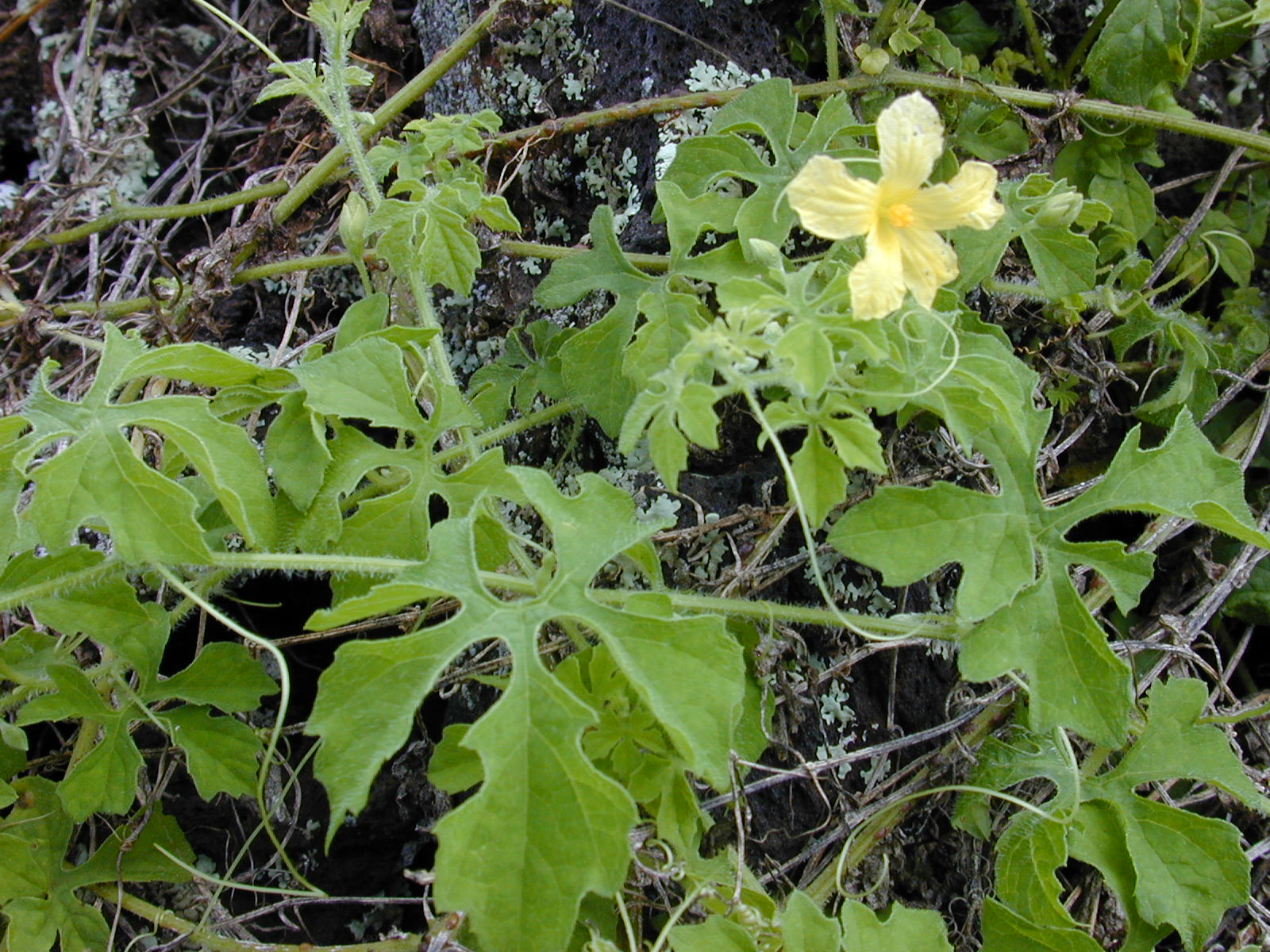
Laubblätter und Blüte

### Vegetative Merkmale
Die Bittermelone ist eine krautige Pflanze. Die niederliegenden oder aufsteigenden Sprossachsen werden bis zu 5 m lang und sind spärlich bis dicht behaart, besonders an den Knoten.
Die wechselständigen Laubblätter sind in Blattstiel und -spreite gegliedert. Der Blattstiel ist bis 7 cm lang. Die Blattspreite ist bei einer Länge bis 10 cm sowie einer Breite bis 12,5 cm breit oval bis rund im Umriss, mit herzförmigem Grund. Die Spreite ist tief handförmig geteilt mit drei bis sieben Lappen. Die Lappen sind jeweils mehrfach gelappt oder entfernt gezähnt. Die Blattränder sind ganz und oft bespitzt auf den Lappenspitzen oder Zähnen. Die Laubblätter sind spärlich bis dicht behaart. Die dünnen Ranken sind einfach und lang.

### Generative Merkmale

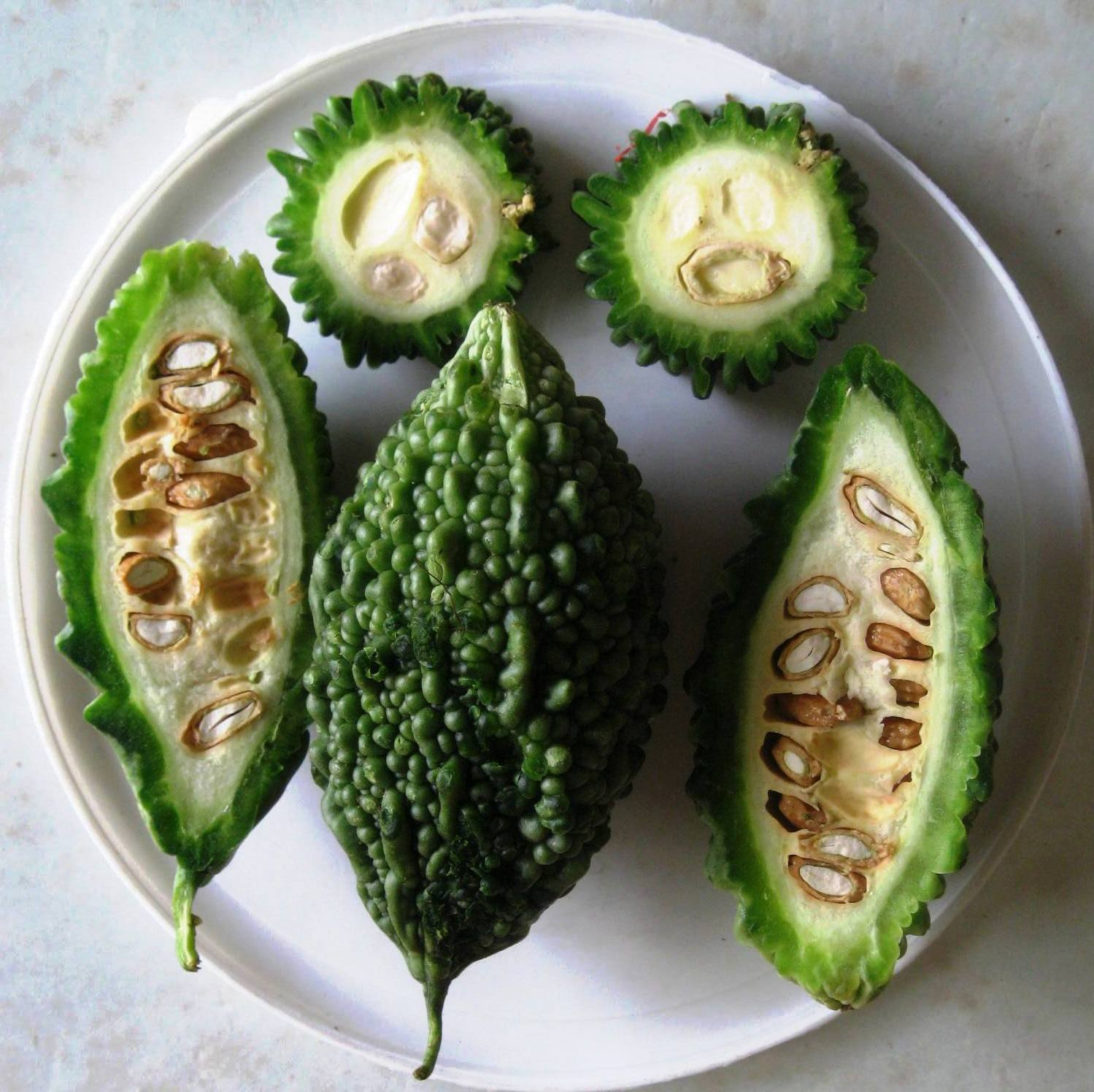
Ganze Bittermelone mit zwei längs und zwei quer aufgeschnittenen Teilen

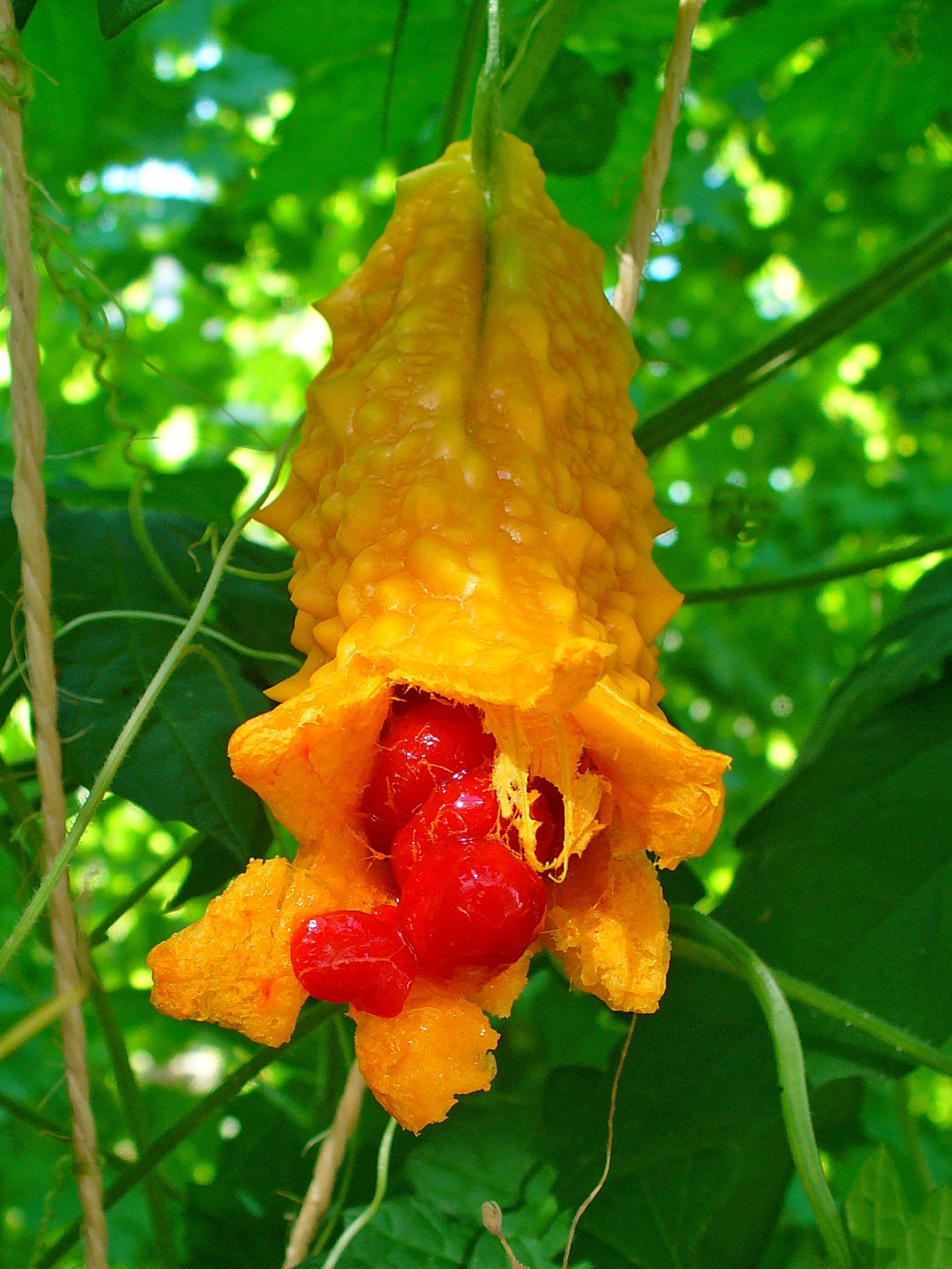
Reife geöffnete Frucht und Samen im roten Samenmantel

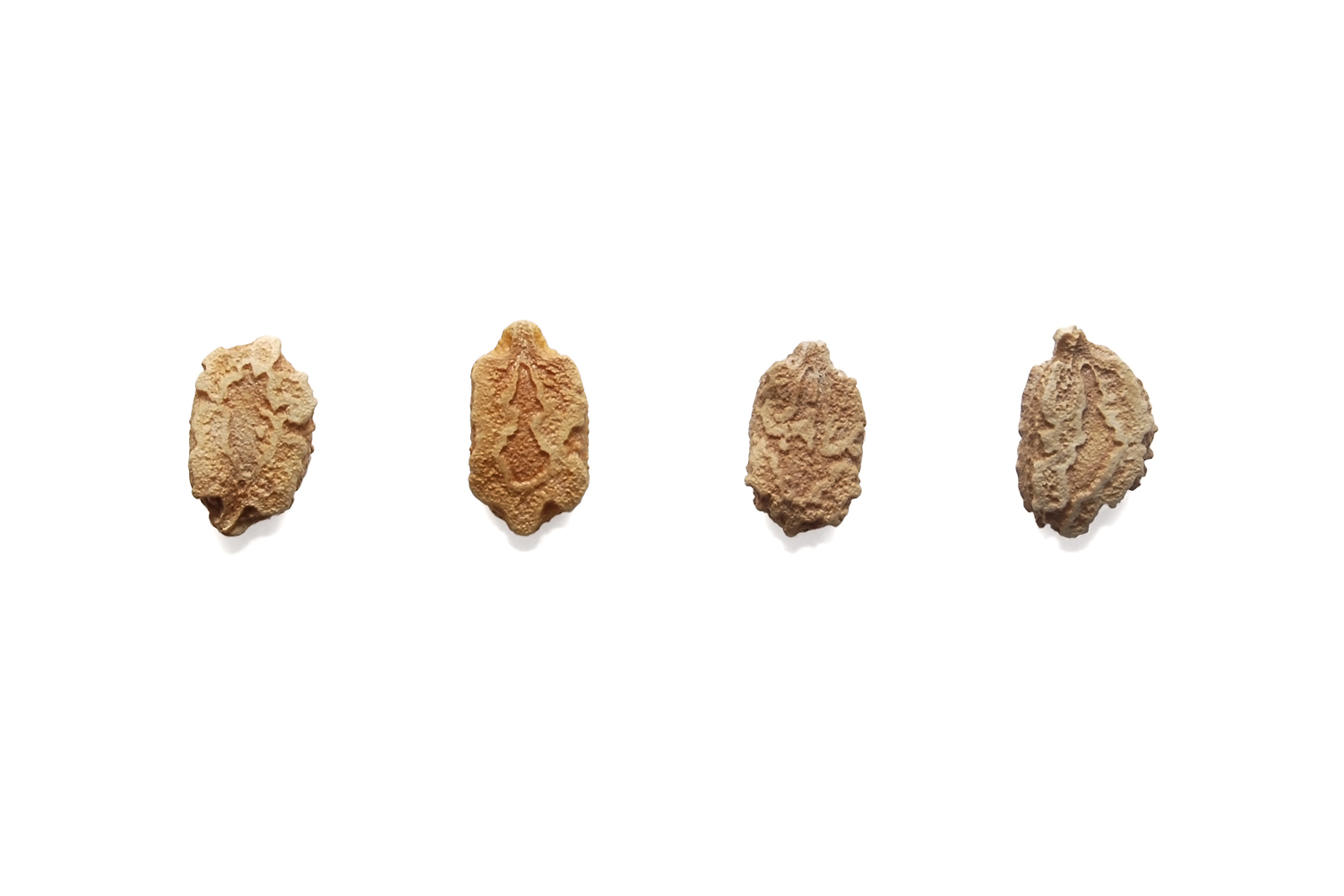
Samen ohne Samenmantel von Momordica charantia

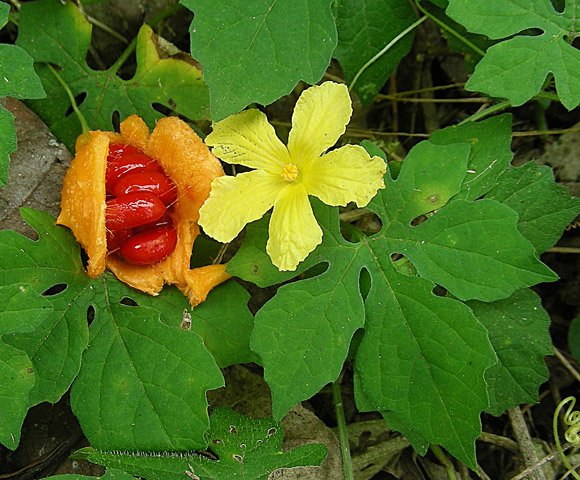
Laubblätter, männliche Blüte und reife Frucht

Die Bittermelone ist einhäusig getrenntgeschlechtig (monözisch). Die fünfzähligen Blüten mit doppelter Blütenhülle stehen einzeln in den Blattachseln.
Bei den männlichen Blüten ist die Braktee bis 17 mm lang, breit oval bis nierenförmig, sitzend, mit herzförmigem Grund stängelumfassend, zugespitzt und grün. Der Blütenstiel ist bis 9,5 cm lang. Die Blütenröhre ist bis 5 mm lang, der haarige Kelch ist kurz, die Kelchzipfel 3 bis 7 mm lang und elliptisch. Die Kronblätter sind 1 bis 2,5 cm lang, hell- bis dunkelgelb und elliptisch bis verkehrt-eiförmig. Sie haben fünf, zu dreien vereinigte, verwachsene Staubblätter, mit verwachsenen Antheren.
Bei den weiblichen Blüten ist die Braktee bis 12 mm und der Blütenstiel bis 10 cm lang. Die Blütenröhre ist 1 bis 3 mm lang, die schmalen Kelchzipfel 2 bis 5 mm lang und lanzettlich. Die Kronblätter sind 0,7 bis 1,2 cm lang. Der unterständige und einkammerige Fruchtknoten ist etwas unterhalb des Kelchs (epiperigyn) und er ist 8 bis 11 (selten bis 30) mm lang und 2 bis 4 mm breit, die Narben sind dreiteilig-zweiästig. Es können Staminodien vorhanden sein.
Die ellipsoide, ledrige Beere (Panzerbeere, Pepo) ist 2,5 bis 4,8 (selten 11) cm lang (einige Kultivare können deutlich länger sein) und 1,5 bis 2,3 (selten 4) cm breit, kurz geschnäbelt mit vielen, teils in Reihen stehenden, teils spitzen Höckern. Sie ist reif orange und öffnet sich mit drei Klappen. Der Fruchtstiel ist 3,4 bis 15 cm lang. Die Samen sind (8 bis 11) × (4,5 bis 8) × (2 bis 3,5) mm groß und in einen klebrigen, roten Samenmantel (falscher Arillus) „Pulpe“ eingehüllt, sie sind länglich bis elliptisch, abgeflacht, hellbraun und haben einen gerillten Rand. Die Pulpe ist essbar und schmeckt süß.
Die Chromosomenzahl beträgt 2n = 22.

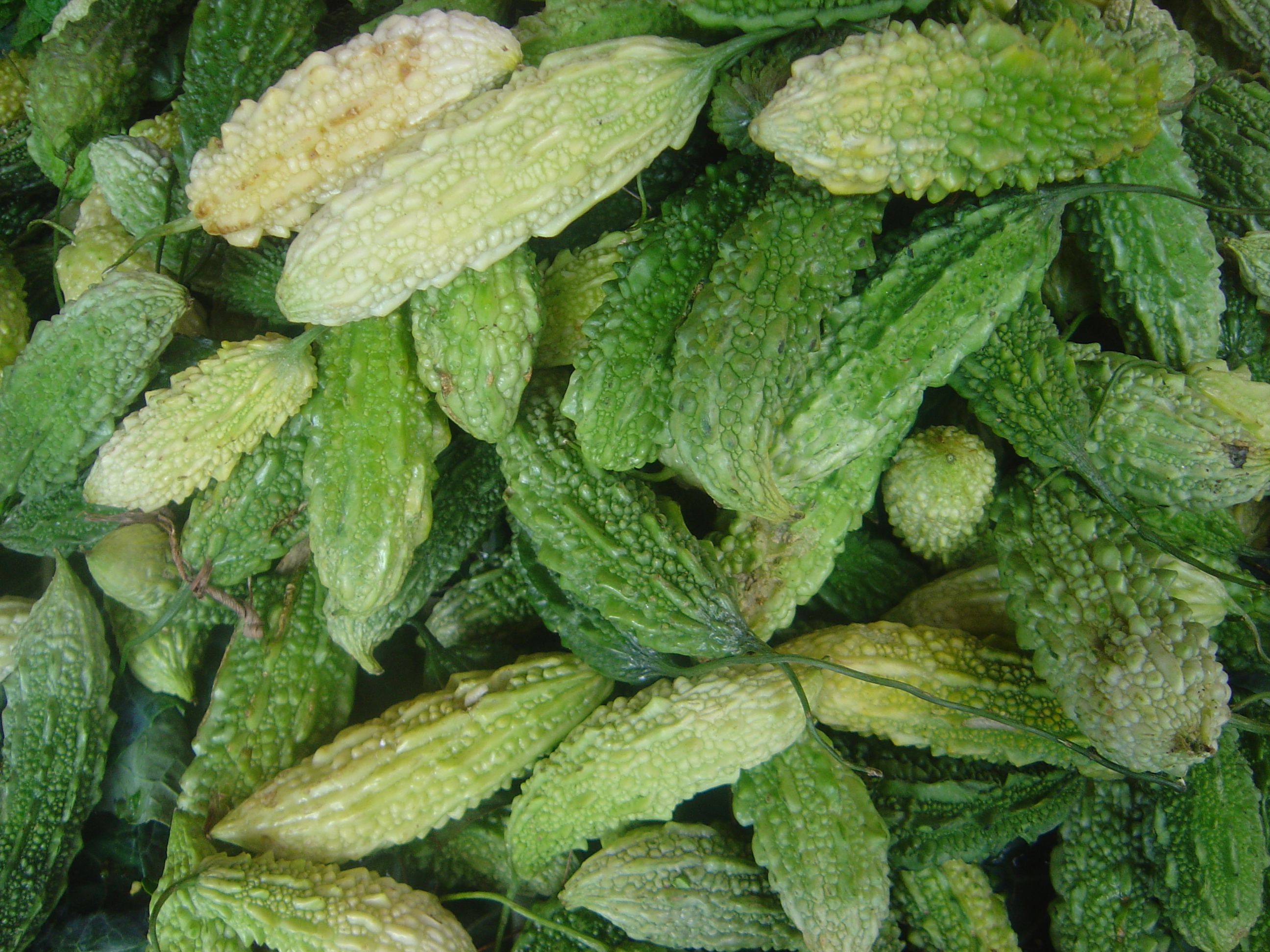
Früchte auf einem Markt auf Réunion

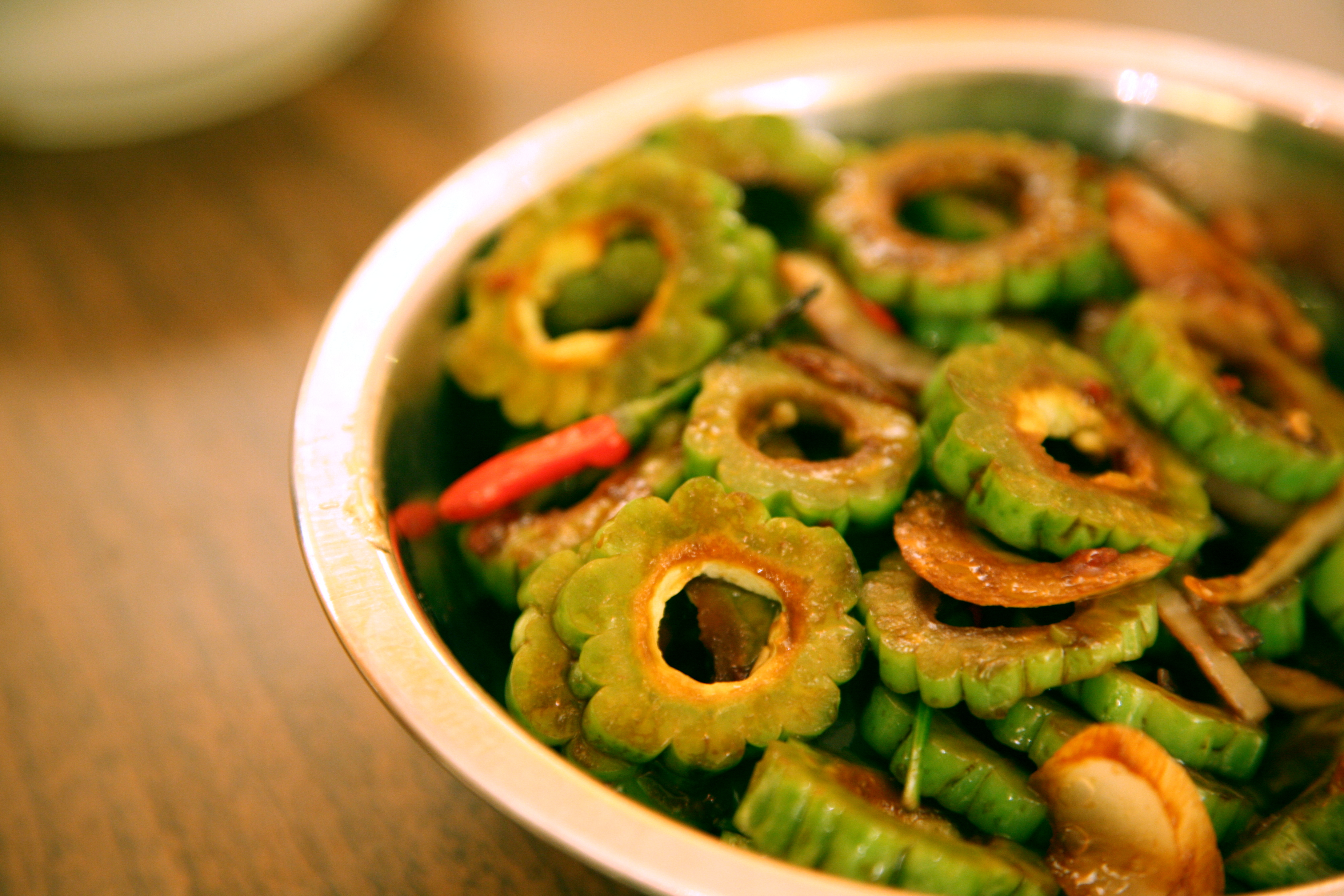
Malaiische Zubereitung mit Chilis

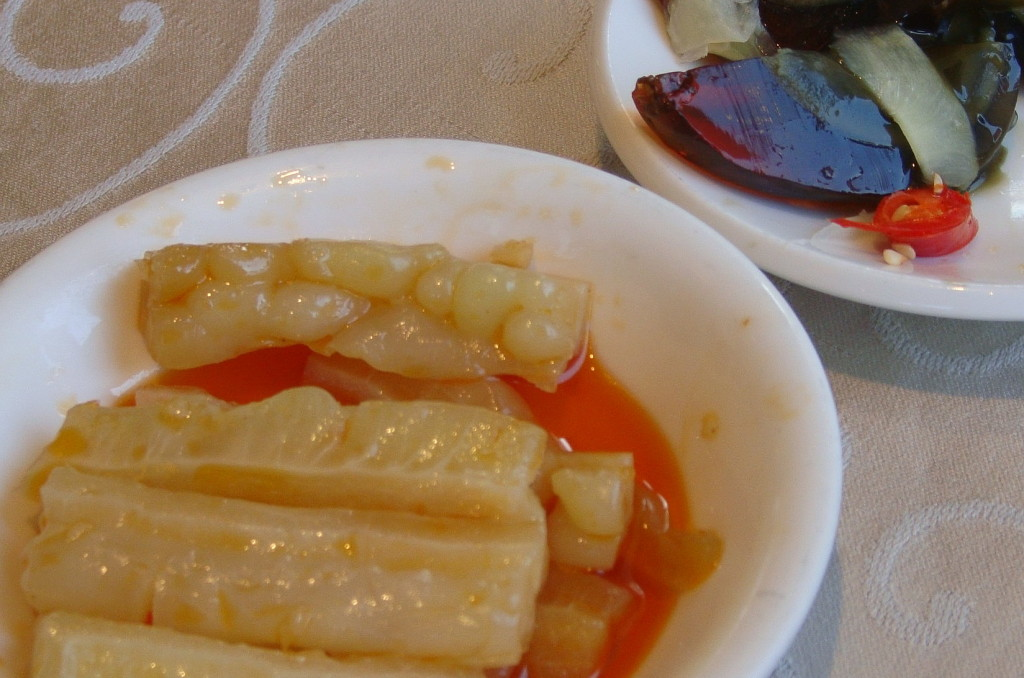
In Streifen geschnittene Bittermelone (und tausendjährige Eier) als Essensbeilage in Taipeh

## Vorkommen
Die Bittermelone ist pantropisch verbreitet, wurde in Amerika jedoch wahrscheinlich zur Zeit des Sklavenhandels eingeführt. Wild wächst sie an Fluss- und See-Ufern und auf aufgelassenen Kulturflächen. Sie kommt in Afrika in Höhenlagen bis auf 1650 Meter vor. In der Neotropis wächst sie vor allem auf gestörten Standorten von Brasilien bis in den Südosten der Vereinigten Staaten und ist dort ein verbreitetes „Unkraut“.

## Anbau
Die Bittermelone wird in den feucht-heißen Tropen in Höhenlagen bis auf 500 Meter angebaut. Fruchtbare Böden mit gutem Wasserhaltevermögen sind am besten geeignet. Die Pflanzen werden häufig an Spalieren gezogen. Etwa fünf Wochen nach Aussaat beginnt die Blütezeit. Je nach Sorte können die unreifen Früchte ein bis drei Wochen später geerntet werden, die dann 80 bis 120 g wiegen. Die Erträge können bei 8 bis 15 Tonnen pro Hektar liegen. Krankheiten und Schädlinge sind wohl aufgrund der vielen giftigen Inhaltsstoffe selten. Die Bittermelone ist jedoch gegen das Wassermelonenvirus und andere Viren empfindlich.
Die einzelnen Sorten und Landrassen der Bittermelone sind relativ wenig erforscht. Vor allem in China und Indien gibt es eine Anzahl von Sorten, die sich in Wuchsform, Reifezeit und Fruchtmerkmalen wie Größe, Form, Farbe und Oberfläche unterscheiden. In Indien wurden großfruchtige, dickfleischige Hybridsorten gezüchtet.

## Verwendung
In tropischen Ländern, in denen die Bittermelone gedeiht, werden die Früchte auf Märkten angeboten. In der Küche Asiens ist ein Gemüsegericht aus unreifen Früchten beliebt. Vor der Zubereitung wird nach dem Entfernen der Samen das Fruchtfleisch in dünne Scheiben geschnitten und mit Salz eingerieben, um Bitterstoffe zu reduzieren. In Indien, besonders in Bengalen, gilt sie als appetitanregend und wird häufig als Vorspeise gereicht.
Blätter, Früchte, Samen und Samenöl werden in der traditionellen Medizin verwendet. Sie enthalten fettes Öl, insulinähnliche Peptide, Momordin, Charantin und Momordicin. Unreife Früchte werden bei Typ-2-Diabetes eingesetzt. Bei Wurmbefall, Blasenstein, Fieber und Magengeschwür soll die Bittermelone hilfreich sein.
Als Heilpflanze wurde in einer venetianischen Handschrift von 1435 „momordica id est caranza“ genannt, wobei es sich in dem um 1400 entstandenen Text auch um das verwandte Kürbisgewächs Momordica balsamina L. (den „Jerusalemsapfel“) handeln könnte. Auch in einer deutschsprachigen Bearbeitung von 1460 werden die heilsamen Eigenschaften des „crauts“ momordica beschrieben.
Auf den Philippinen wurde 1992 mit Unterstützung der WHO ein Gesetz auf den Weg gebracht, welches 10 Kräuter auf ihre therapeutische Eignung testen sollte, darunter das bei Husten, Halsweh und Asthma häufig verschriebene Lagundi (vitex negundo) und das aus der Bittermelone stammende Ampalaya (Momordica charantia). Letzteres wurde von vielen Filipinos zur Behandlung von Diabetes benutzt, welche sich einen Sulfonylharnstoff nicht leisten konnten. Doch anders als bei Lagundi und den 5 weiteren Kräutern taten sich bei der Zulassung Schranken auf, hinter denen sich die pharmazeutische Industrie verbarg, die häufig auch Antidiabetika importierte. Diese Gegeninitiative verursachte u. a. Massenentlassungen in Anbaugebieten, Kapitalflucht und Verlagerung von Geschäften.

### Pharmakologie
Im Jahr 2004 veröffentlichte die Österreichische Apothekerzeitung einen Artikel, der zu dem Schluss kam:
„Momordica charantia wird im amerikanischen Raum, wie zahlreiche Patente beweisen, zurzeit im Bereich der Nahrungsergänzungsmittel und Supplemente propagiert. In der Forschung werden verschiedene Wirkstoffe u. a. in der HIV-Behandlung oder wegen ihrer antikanzerogenen Wirkung näher untersucht. Der Blutzucker senkenden Wirkung von M. charantia bei Typ II-Diabetikern stehen einerseits noch die schlechte klinische Datenlage und andererseits eine meist ungenügende Standardisierung und Deklaration allfälliger am Markt erhältlicher Produkte gegenüber. In Österreich und Deutschland existieren derzeit keine Arzneispezialitäten. Als Nicht-Arzneimittel sind in Österreich z. B. »charantea«, ein Tee aus getrockneten Samen und Früchten für Diabetiker, in Deutschland als Nahrungsergänzungsmittel (z. B. Glukokine) oder als Diätetisches Lebensmittel für Diabetiker erhältlich. Die additive Anwendung von M. charantia ist zusätzlich zu medikamentöser Therapie, Ernährungsmaßnahmen und einem sinnvollen Bewegungsprogramm bei Typ II-Diabetikern immer unter Aufsicht des behandelnden Arztes durchzuführen.“
Es gibt nach wie vor nur wenige klinische Studien, die positive Wirkungen der Bittermelone belegen. Folgende Wirkungen sind seit 2004 wissenschaftlich in Laborstudien und Tierversuchen gezeigt worden:
- sie wirkt anthelmintisch gegen Wurmbefall mit Caenorhabditis elegans und bei viralen Erkrankungen mit Sindbis und Herpes simplex Typ I[9][10];
- der Saft hat einen schützenden Effekt auf die Magenschleimhaut von Ratten[11];
- sie ist möglicherweise bei Ratten gegen Fettsucht wirksam durch Eingriff in den Fettstoffwechsel[12];
- durch antiandrogene Wirkung werden bei Ratten Spermien geschädigt[13];
- Linolensäuren aus den Samen erzeugten Zelltod in bestimmten Krebszellen[14];
- die Pflanze enthält antifungal wirksame Stoffe, auf die die Pilze Candida albicans, Trichophyton rubrum und Cryptococcus neoformans empfindlich sind.[15]
- sie senkt den Blutzuckerspiegel bei Prädiabetikern.[16]

### Nebenwirkungen
Im Falle einer Überdosierung kann es zu Magen- und Bauchschmerzen oder zu Durchfall kommen. Der Tee sollte so zubereitet werden, dass er schmeckt und nicht zu bitter ist. Vor allem bei Diabetes und Durchblutungsstörungen wird eine Menge von einem Liter täglich pro Kapsel oder Portion empfohlen. Schwangeren wird vom Gebrauch abgeraten, da einzelne Inhaltsstoffe fruchtschädigende Wirkung zeigten.